# Tanjung Harapan (Margatiga)
Tanjung Harapan is een bestuurslaag in het regentschap Lampung Timur van de provincie Lampung, Indonesië. Tanjung Harapan telt 4002 inwoners (volkstelling 2010).